# Hannah Robinson
Hannah Robinson (née le 8 janvier 1995 à Irvine en Californie) est une actrice américaine. 

## Filmographie
- 2007 : Liquid: Mirror Image : Katie
- 2004 : Comme Cendrillon : Sam Montgomery jeune